# つくも水郷公園
つくも水郷公園（つくもすいごうこうえん）は、北海道士別市にある公園。

## 歴史
1961年（昭和36年）、蛇行の多かった天塩川の治水対策として切り替え工事が行なわれ、旧河川は士別市が国から払い下げを受けた。1967年（昭和42年）に北海道からの補助金をもとに土地区画整理事業として九十九山と天塩川に挟まれた旧河川用地で造成を開始。1968年（昭和43年）に北海道100年記念事業の一環として青少年などが団体による共同生活及び研修活動を行うことを目的とした施設（士別市つくも青少年の家）を開設した。1976年（昭和51年）には中央公園とともに第1回『士別天塩川まつり』の主会場になっている。公園は1981年（昭和56年）に完成した。2001年（平成13年）に士別市つくも青少年の家を全面改修している。

## 施設
公園にはボートやゴーカート、キャンプ場、野球場、野外ステージ、フィールドアスレチック、パークゴルフ場（18ホール）などがあるほか、国鉄D51形蒸気機関車を展示している。また、士別市つくも青少年の家、士別市サイクリングターミナルといった宿泊研修施設もある。冬季はスケートリンクやカーリング場を設営している。周辺は河川敷地を活用してサッカー場、ソフトボール場などを整備している（天塩川水郷緑地）。